# Camoël

Camoël este o comună în departamentul Morbihan, Franța. În 1 ianuarie 2022 avea o populație de 1.156 de locuitori.